# École nationale vétérinaire de Lyon

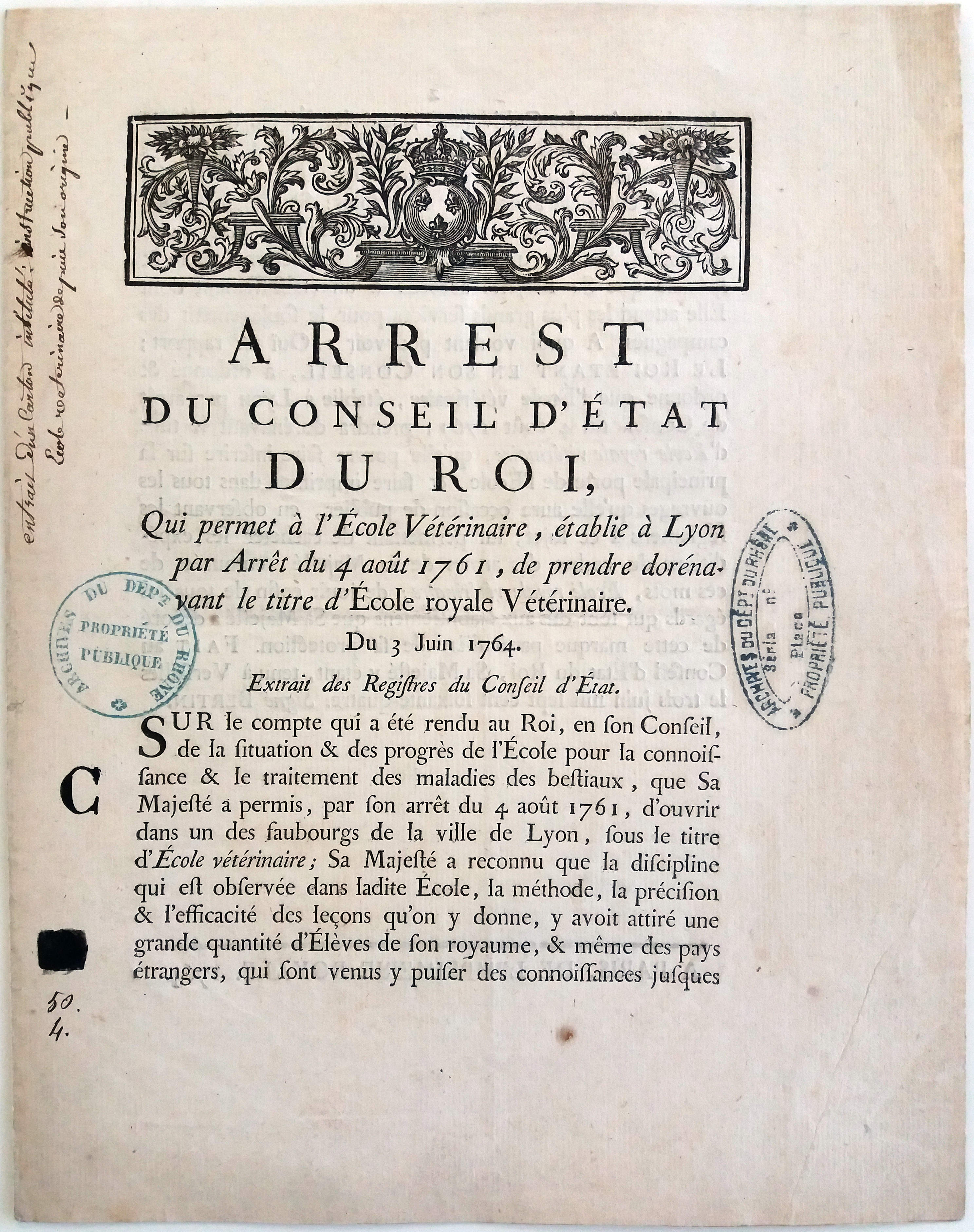
Beschluss vom 4. Juni 1764 zur Umbenennung in École royale Vétérinaire

Die École nationale vétérinaire de Lyon (ENVL) ist eine Veterinärmedizinische Hochschule in Frankreich. Sie wurde 1761 gegründet und ist damit die älteste tierärztliche Ausbildungsstätte der Welt. Sie wurde vor allem wegen der starken wirtschaftlichen Schäden durch die Rinderpest gebildet und diente als Modell für die Gründung weiterer tiermedizinischer Hochschulen in Europa. 2010 wurde sie mit der École nationale d'ingénieurs des travaux agricoles de Clermont-Ferrand und der École nationale des services vétérinaires zur VetAgro Sup vereinigt und untersteht dem französisches Landwirtschaftsministerium. Sie ist eine von vier tierärztlichen Ausbildungsstätten in Frankreich.

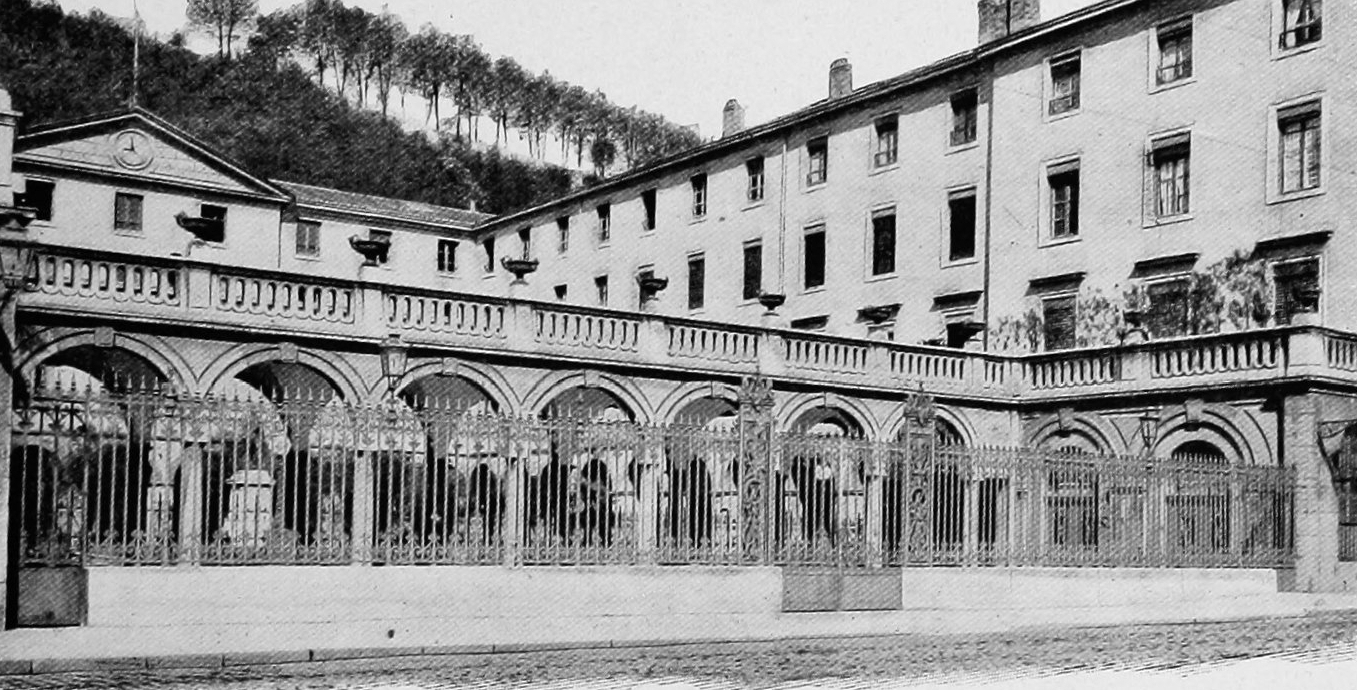
Ansicht der ENVL von 1901/02

## Geschichte
Die ENVL wurde auf Beschluss des königlichen Rates vom 4. August 1761 auf Initiative von Claude Bourgelat und der Bewilligung von Henri Bertin, Finanzminister von Ludwig XV., als École vétérinaire de Lyon gegründet. Ursprünglich sollte die Einrichtung am 1. Januar 1762 eröffnet werden. Es wurde aber kein geeigneter Ort gefunden und auch das Interesse potentieller Studenten war gering. Schließlich wurde im Juni 1762 eine alte Herberge erworben und unter Leitung des Architekten Melchior Munet umgebaut. 1764 wurde ein Teil der Schule durch ein Unglück zerstört. In diesem Jahr erging auch der Beschluss, die Einrichtung in École royale Vétérinaire umzubenennen. 1777 waren die Arbeiten soweit abgeschlossen, dass die ersten Studenten aufgenommen werden konnten. Am 25. April 1795 wurde die Hochschule in ein während der Französischen Revolution beschlagnahmtes Kloster (Clos des Deux-Amants) verlegt. 
Die Kosten der Umbauarbeiten erwiesen sich aber als so hoch, dass von staatlicher Seite eine Verlegung nach Toulouse beschlossen wurde. Schließlich gewährte aber der Stadtrat von Lyon 1818 einen Kredit, so dass die Arbeiten unter Leitung des Architekten Antoine-Marie Chenavard bis 1824 fortgesetzt werden konnten. 1843 wurde die Schule Eigentümer des Klosters. Für die weiteren Arbeiten legte der Architekt Pierre Prosper Chabrol einen Kostenvoranschlag von 766.000 Francs vor, weshalb die Abgeordnetenkammer die Veterinärschule wieder schließen wollte. Die Intervention des Physikers François Arago konnte diesen Beschluss aber verhindern und die Abgeordnetenkammer billigte schließlich einen Vorschuss von 170.000 Francs. Die Umbauarbeiten dauerten bis 1860. Bereits 1840 galten die räumlichen Verhältnisse als zu eng. Da es aber keine freien angrenzenden Flächen gab, wurden erst in den 1960er Jahren im Auftrag des Landwirtschaftsministeriums neue Grundstücke erworben. 1977 zog die Hochschule nach Marcy-l’Étoile um.